# Sebastien Ibeagha
Sebastien Ibeagha (Warri, 1992. január 21. –) amerikai korosztályos válogatott labdarúgó, a Dallas hátvédje.

## Pályafutása

### Klubcsapatokban
Ibeagha a nigériai Warri városában született. Az ifjúsági pályafutását a Houston Dynamo akadémiájánál kezdte.
2014-ben mutatkozott be a dán Horsens felnőtt keretében. 2014-ben a Fredericiánál szerepelt kölcsönben. 2015-ben az izlandi Fram Reykjavík, majd 2016-ban az észak-amerikai első osztályban szereplő Houston Dynamo szerződtette. A 2016-os szezon második felében a Rayo OKC csapatát erősítette kölcsönben. 2017-ben a San Antoniohoz, míg 2018-ban a New York City-hez igazolt. 2021-ben a Los Angeleshez csatlakozott. 2023. január 1-jén kétéves szerződést kötött a Dallas együttesével. Először a 2023. február 26-ai, Minnesota United ellen 1–0-ra elvesztett mérkőzésen lépett pályára. Első gólját 2023. március 11-én, a Vancouver Whitecaps ellen idegenben 1–1-es döntetlennel zárult találkozón szerezte meg.

### A válogatottban
Ibeagha 2011-ben tagja volt az amerikai U20-as válogatottnak.

## Statisztikák
2023. március 11. szerint
| Klub          | Szezon   | Osztály  | Bajnokság | Bajnokság | Kupa  | Kupa | Nemzetközi | Nemzetközi | Összesen | Összesen |
| Klub          | Szezon   | Osztály  | Meccs     | Gól       | Meccs | Gól  | Meccs      | Gól        | Meccs    | Gól      |
| ------------- | -------- | -------- | --------- | --------- | ----- | ---- | ---------- | ---------- | -------- | -------- |
| New York City | 2018     | MLS      | 26        | 0         | 1     | 0    | —          | —          | 27       | 0        |
| New York City | 2019     | MLS      | 23        | 0         | 3     | 0    | —          | —          | 26       | 0        |
| New York City | 2020     | MLS      | 8         | 0         | 0     | 0    | 2          | 0          | 10       | 0        |
| New York City | 2021     | MLS      | 8         | 0         | 0     | 0    | —          | —          | 8        | 0        |
| New York City | Összesen | Összesen | 65        | 0         | 4     | 0    | 2          | 0          | 71       | 0        |
| Los Angeles   | 2021     | MLS      | 13        | 0         | 0     | 0    | —          | —          | 13       | 0        |
| Los Angeles   | 2022     | MLS      | 19        | 0         | 3     | 0    | 1          | 0          | 23       | 0        |
| Los Angeles   | Összesen | Összesen | 32        | 0         | 3     | 0    | 1          | 0          | 36       | 0        |
| Dallas        | 2023     | MLS      | 3         | 1         | 0     | 0    | —          | —          | 3        | 1        |
| Összesen      | Összesen | Összesen | 100       | 1         | 7     | 0    | 3          | 0          | 110      | 1        |

## Sikerei, díjai
Los Angeles
- MLS
  - Bajnok (1): 2022